# 艾阿尔·拉扎列夫
艾阿尔·彼得罗维奇·拉扎列夫（俄语：Айаал Петрович Лазарев，1986年3月19日—），俄罗斯、吉尔吉斯斯坦男子摔跤运动员，2021年亚洲摔跤锦标赛男子自由式125公斤级银牌得主、2022年亚洲运动会男子自由式125公斤级铜牌得主。